# San Pietro Mussolino
San Pietro Mussolino (velenceiül San Piero Musołin) település Olaszországban, Veneto régióban, Vicenza megyében. Lakosainak száma 1546 fő (2023. január 1.). San Pietro Mussolino Altissimo, Nogarole Vicentino, Vestenanova és Chiampo községekkel határos.

## Népesség
A település népességének változása:
| Lakosok száma | 1613 | 1603 | 1546 |
|               | 2017 | 2018 | 2023 |